# In The Wake of Poseidon
In The Wake of Poseidon (1970) este al doilea album al trupei de rock progresiv King Crimson. Până la apariția albumului, formația suferise deja o schimbare de componență, dar și-a păstrat stilul muzical de pe primul album In The Court of The Crimson King. 
Albumul se deschide cu o piesă vocal poetică numită „Peace—A Beginning” care este reluată instrumental la mijlocul albumului și din nou vocal la sfârșit. „Pictures of a City” a fost original cântată live întinzându-se adesea la peste 10 minute și s-a numit „A Man. A City”. Un astfel de exemplu se poate găsi pe albumul din concert Epitaph.
Cea mai lungă melodie de pe disc este o piesă instrumentală haotică numită „The Devil's Triangle”, ce are la bază fragmente din „Mars: Bringer of War” a lui Gustav Holst din suita sa The Planets. King Crimson ar fi numit melodia Mars cum au interpretat-o în turneu în 1969, dar le-a fost interzis. În 1971, un fragment din „The Devil's Triangle” a fost folosit în serialul BBC, Doctor Who. 

## Lista pieselor
1. „Peace—A Beginning” (0:49)
2. „Pictures of a City” (8:03)
3. „Cadence and Cascade” (4:27)
4. „In The Wake of Poseidon” (7:56)
5. „Peace—A Theme” (Fripp) (1:15)
6. „Cat Food” (Fripp/Sinfield/Ian McDonald) (4:54)
7. „The Devil's Triangle” (Fripp/McDonald) (11:39)
8. „Peace—An End” (1:53)

- Toate cântecele au fost scrise de Robert Fripp și Peter Sinfield cu excepția celor notate.

## Single-uri
- „Cat Food” (1970)
- „Groon” (1970)

## Componență
- Robert Fripp — chitare, mellotron
- Peter Sinfield — versuri
- Greg Lake — voce (fără 3)
- Mel Collins — flaut și saxofon
- Michael Giles — tobe
- Peter Giles — bas
- Keith Tippett — pian
- Gordon Haskell — voce (3)